# Harold Fonseca
Harold Geovanny Fonseca Baca (ur. 8 października 1993 w Tegucigalpie) – honduraski piłkarz występujący na pozycji bramkarza, reprezentant Hondurasu, od 2023 roku zawodnik Olancho.